# Wim van den Hoek

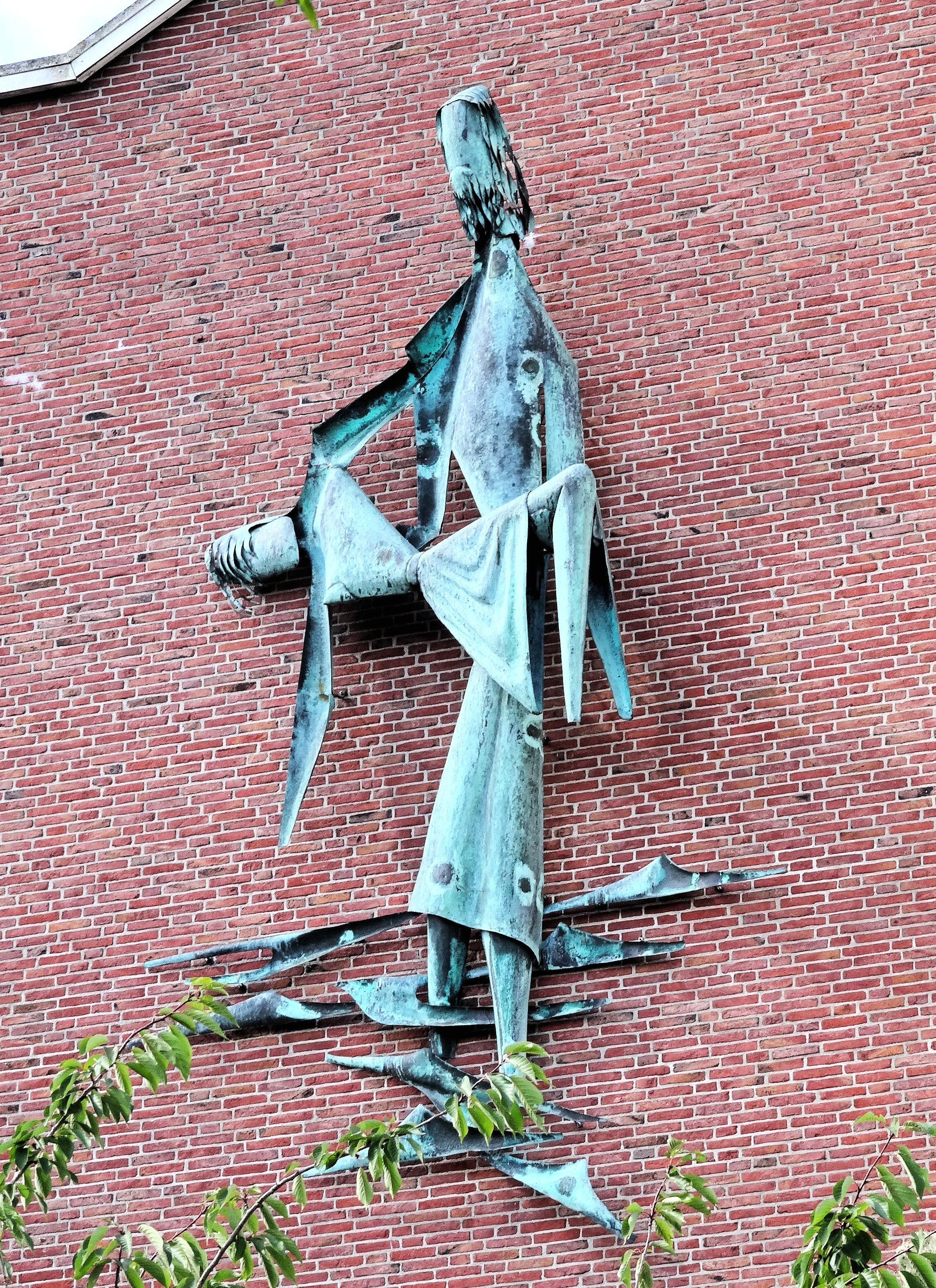
Barmhartige Samaritaan (1961), Winschoten

Willem (Wim) van den Hoek (Amsterdam, 21 juli 1926 – Groningen, 29 augustus 1963) was een Nederlands schilder, edelsmid, sieraadontwerper en beeldhouwer.

## Leven en werk
Van den Hoek was een zoon van koopman Albert Cornelis van den Hoek en Wilhelmina Josephina Filarski. Hij werd opgeleid aan het Instituut voor Kunstnijverheidsonderwijs in Amsterdam en werd aansluitend bijgeschoold tot goudsmid. In 1948 vestigde hij zich met zijn gezin, onder wie stiefzoon Jef Depassé, in Norg. Van den Hoek werkte in zijn atelier samen met zijn vrouw Joke Depassé. Aanvankelijk maakte hij vooral sieraden met niet-edele metalen, later meer metaalplastieken. 
Van den Hoek richtte in 1955, samen met Wessel de Bruin, Derk Holman, Wim Kijlstra en Sjoerd Venema, de kunstkring Kunst Ambacht Noord op. De groep exposeerde meerdere malen in de drie noordelijke provincies. Hij was daarnaast lid van Het Drents Schildersgenootschap.
Wim van den Hoek overleed op 37-jarige leeftijd.

## Enkele werken
- Oorlogsmonument aan de Boshof in Odoorn, naar een ontwerp van Marius Duintjer.
- Don Quichot (1954), gevelplastiek aan de Jacob de Gelderstraat, Eindhoven.
- Spelende kinderen (1959), gevelplastiek aan school, Schoolstraat/Gildeweg, Valthermond.[8]
- Brug met ongelijke leggers (ca. 1960), gevelplastiek aan de Hoofdstraat (bij Esdalcollege) in Borger.
- Vier Heemskinderen (1961), beeld aan de Esdoornlaan (bij Dr. Nassau Junior College), Beilen.[9]
- Barmhartige Samaritaan (1961), gevelplastiek aan het St. Lucas Ziekenhuis in Winschoten.[10]
- Plastiek van twee kinderen met een fiets (ca. 1962), Burchtlaan, Roden. Hing op oude locatie van school 'De Borgen' aan de gevel, op de huidige locatie hangt het binnen.[3]
- Joods monument (1962), Zuiderweg, Hoogeveen.
- Sint Maarten (1964), gevelplastiek aan zusterhuis Molenhorn, Engelkenslaan, Winschoten.[11]

## Foto's

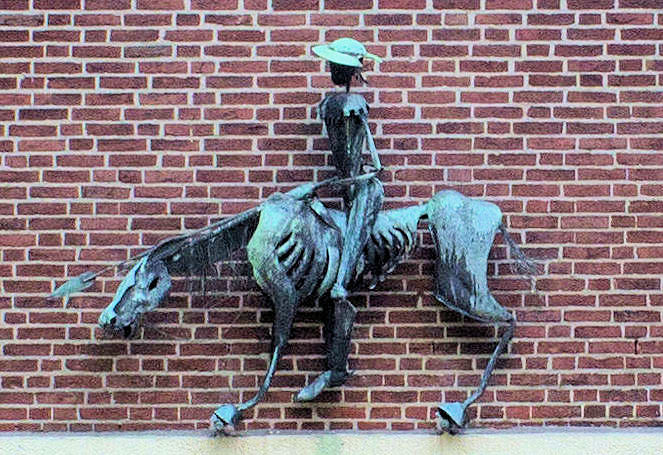
Don Quichot (1954)
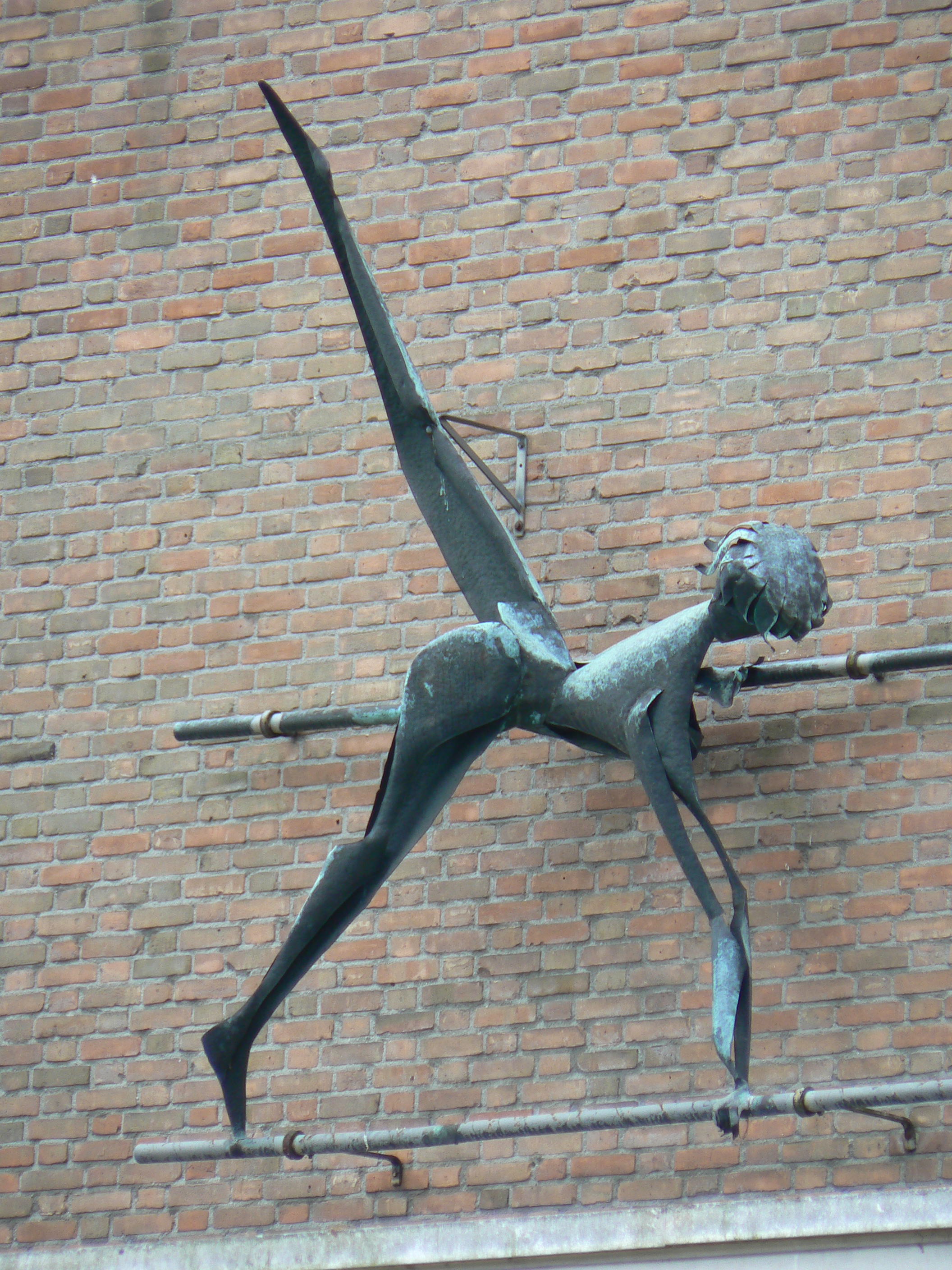
Brug met ongelijke leggers (ca. 1960)
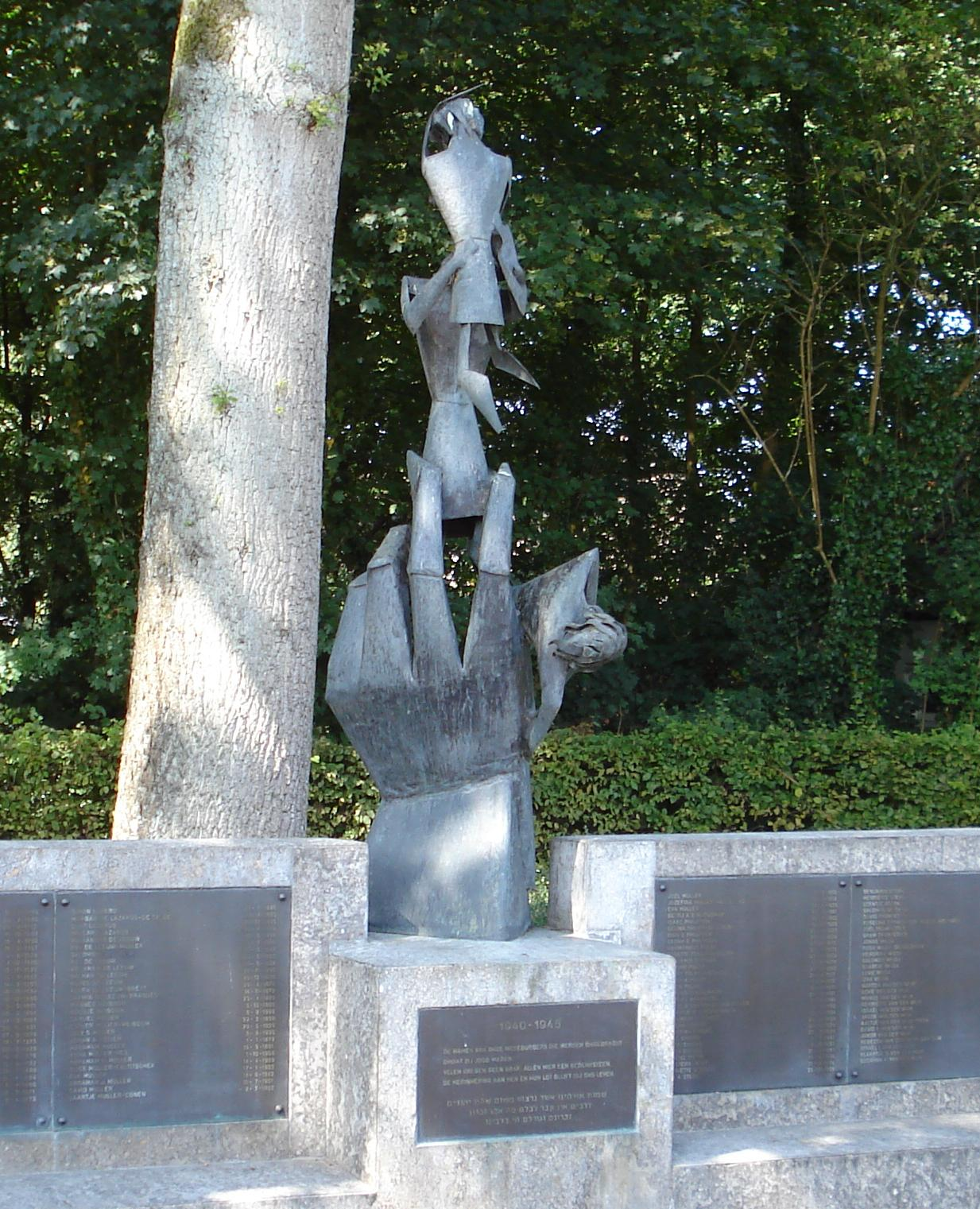
Joods monument (1962)

- Biografisch Portaal: 08780148
- RKD-Nederlands Instituut voor Kunstgeschiedenis: 38771